# Robert Byington Mitchell

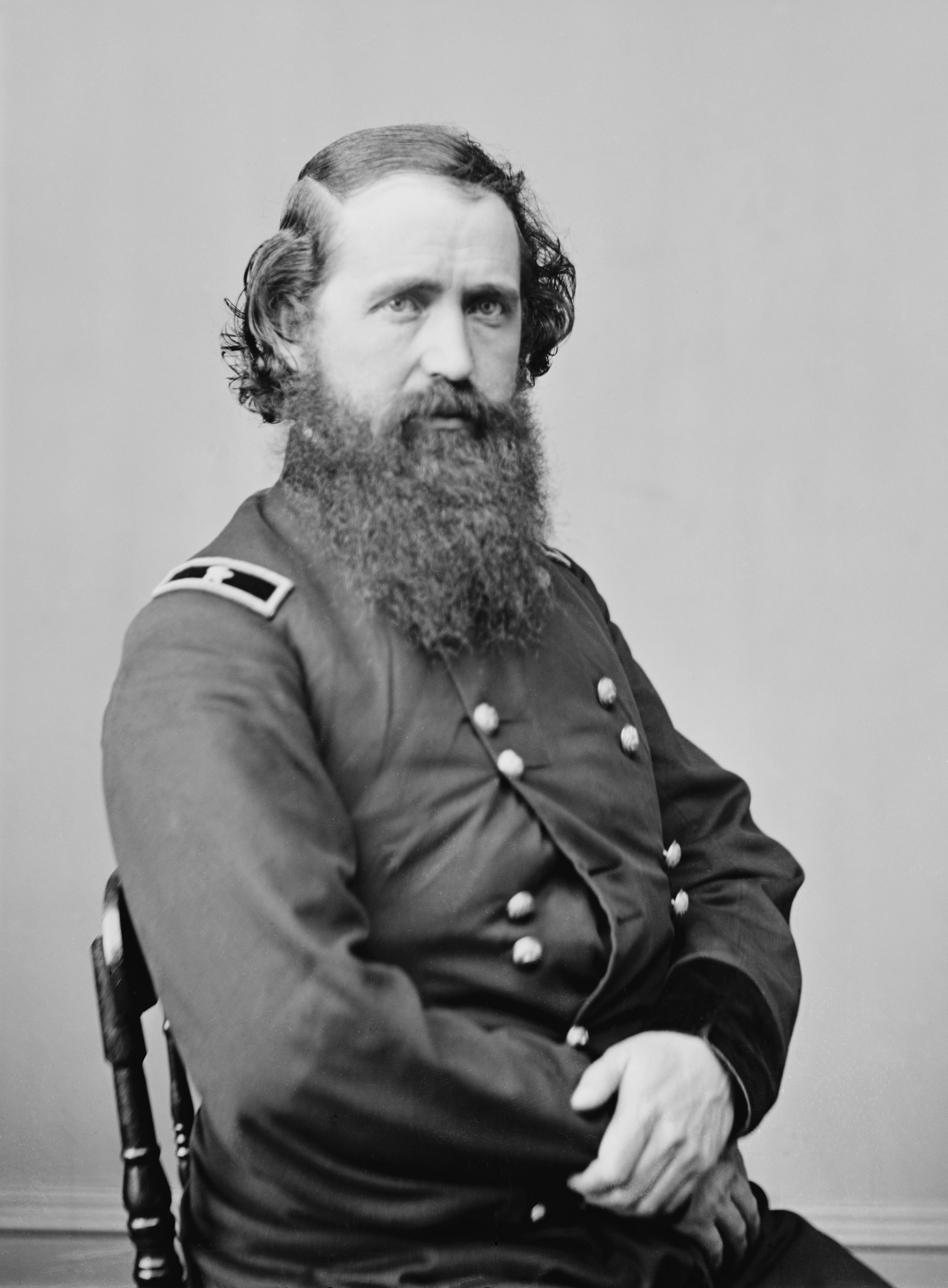
Robert Byington Mitchell

Robert Byington Mitchell (* 4. April 1823 in Mansfield, Ohio; † 26. Januar 1882 in Washington, D.C.) war ein US-amerikanischer General und Politiker. Er war von 1866 bis 1869 Gouverneur des New-Mexico-Territoriums.

## Frühe Jahre
Mitchell studierte nach der Grundschule in Mount Vernon Jura. Nach seiner Zulassung als Anwalt praktizierte er in Mansfield in seinem neuen Beruf. Während des Mexikanisch-Amerikanischen Krieges diente er als Leutnant in der US-Armee. Nach dem Krieg setzte er seine juristische Tätigkeit in Mansfield fort.

## Politischer und militärischer Aufstieg
Mitchells politische Laufbahn begann im Jahr 1855 mit seiner Wahl zum Bürgermeister von Mount Gilead in Ohio. Ein Jahr später zog er in das Linn County im Kansas-Territorium. Dort war er zwischen 1857 und 1858 Mitglied des territorialen Parlaments und zwischen 1859 und 1861 war er Kämmerer in diesem Gebiet. Im Jahr 1860 war er außerdem Delegierter zur Democratic National Convention.
Beim Ausbruch des Bürgerkrieges wurde er Oberst in einem Infanterieregiment. Im Jahr 1862 wurde er zum Brigadegeneral befördert. Er nahm an einigen Schlachten teil und wurde dabei schwer verwundet. Später kommandierte er dann Einheiten in Nebraska und im Norden von Kansas. Damit hatte er mit den eigentlichen Kampfhandlungen nichts mehr zu tun. Am 15. Januar 1866 wurde Mitchell ehrenhaft aus der Armee verabschiedet. Am gleichen Tag wurde er zum neuen Territorialgouverneur von New Mexico ernannt.

## Territorialgouverneur von New Mexico
Am 6. Juni 1866 legte Mitchell seinen Amtseid ab. Als Gouverneur hat er seine Aufgaben aber nicht besonders ernst genommen. Er war oft abwesend und für die Politiker seines Territoriums nicht erreichbar. Das ging so weit, dass einige Gesetzesvorlagen vom Parlament nach Washington geschickt werden mussten und dort vom Kongress in Kraft gesetzt wurden. Das wäre eigentlich die Aufgabe des Gouverneurs gewesen. Im Jahr 1869 trat Mitchell von seinem Amt zurück und kehrte nach Kansas zurück.

## Weiterer Lebenslauf
Im Jahr 1872 kandidierte Mitchell erfolglos für einen Sitz im US-Kongress. Er zog dann trotzdem nach Washington um, wo er im Jahr 1882 verstarb. Als Offizier der Unionsarmee während des Bürgerkriegs wurde er auf dem Nationalfriedhof Arlington in Virginia begraben.